# Willem Schoon
Willem Frederick Schoon [sχoːn] (* 1. März 1931 in Ngome, Natal) ist ein ehemaliger Brigadier der Südafrikanischen Polizei während der Zeit der Apartheid. Er war unter anderem als Vorgesetzter für die Aktivitäten der geheimen Einsatzgruppe C1 (früher C10), die als Vlakplaas bekannt wurde, verantwortlich. Er gab die Befehle für zahlreiche politische Morde.

## Leben
Willem Frederick Schoon diente in der geheimen Polizeieinheit Oshakati im damaligen Südwestafrika und war als Nachfolger von Johannes Jacobus Victor ab 1980 Kommandeur der Sektion C, die für Counterinsurgency zuständig war. Er befahl unter anderem die Ermordung zweier ANC-Aktivisten 1972, zweier PAC-Aktivisten 1981, die Mordversuche an dem Oppositionellen Marius Schoon (mit dem er nicht verwandt ist), die Entführung eines ANC-Aktivisten aus Swasiland, den Mord an Griffiths Mxenge 1981, die Morde an Jeanette und Katryn Schoon (Frau und Tochter von Marius Schoon) 1984 und die Bombardierung der Zentrale des Gewerkschaftsdachverbandes COSATU 1987. Mehrere der Taten wurden von dem Undercover-Agenten Craig Williamson durchgeführt.
Gedungene Mörder erhielten von ihm eine Prämie, etwa 1000 Rand für die Ermordung Griffiths Mxenges.
Im Rahmen der Wahrheits- und Versöhnungskommission (TRC) bat er um Amnestie, die ihm nach umfangreichen Aussagen zu seiner Tätigkeit 2001 gewährt wurde. Heute ist Schoon pensioniert.